# Stenopelmatus calcaratus
Stenopelmatus calcaratus är en insektsart som beskrevs av Griffini 1893. Stenopelmatus calcaratus ingår i släktet Stenopelmatus och familjen Stenopelmatidae. Inga underarter finns listade i Catalogue of Life.